# 瑞士铁路时钟

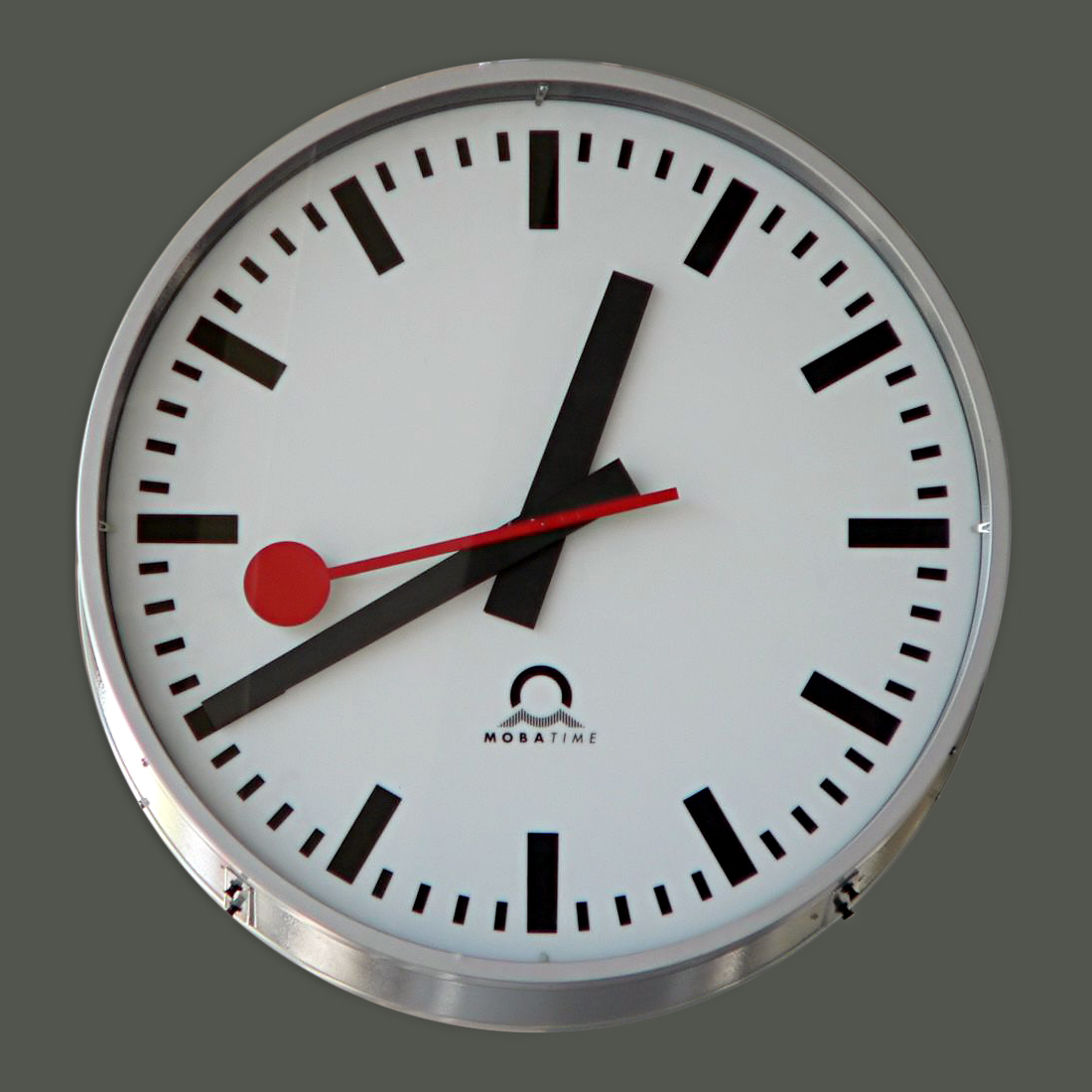
蘇黎士站的瑞士鐵路時鐘

瑞士鐵路時鐘（德語：Schweizer Bahnhofsuhr），台灣代理譯瑞士國鐵鐘或瑞士國鐵錶，是瑞士聯邦鐵路在各車站所使用的時鐘，由受僱於瑞士聯邦鐵路的瑞士工程師漢斯希爾費克於1944年和鐘錶製造商Mobatime共同設計。1953年，希爾費克以鐵道圓盤信號機的外型為靈感，增加了現有鐘面上的紅色秒針。
瑞士鐵路時鐘已成為了瑞士的國家象徵之一，倫敦的設計博物館和紐約的現代藝術博物館都將其列為二十世紀的傑出設計，瑞士郵票的「瑞士經典設計系列」之中亦包含瑞士鐵路時鐘。此鐘面設計於2012年授權給蘋果公司用於其iOS產品之上。

## 技術
此時鐘在設計時就考量到必須符合鐵路使用的需求，不同時鐘所顯示的時間必須協調統一，車站內的旅客和鐵路工作人員才能得知準確可靠的時間。另外，鐵路時刻表上並不列出秒鐘，所有火車都是在每分鐘整點時發車。
為此，所有瑞士聯邦鐵路車站的時鐘都是藉由接收來自一個主時鐘的電波協調同步時間。在每一分鐘整點時，主時鐘會發出電子脈衝，其餘時鐘在接收到信號以後分針便會前進一格。秒針則是由一個電動馬達獨立驅動，和時針、分針之間沒有連動。秒針繞行鐘面一圈大約耗時58.5秒，然後短暫停留於十二點鐘位置，直到時鐘接收每分鐘傳來的信號後再開始繞行下一圈。根據希爾費克，這種秒針短暫停止的設計，可以幫助列車準點運行，其他鐵路公司也跟進採用了這個設計。

### 香港
90年代時，香港的九廣鐵路公司在九廣東鐵每個車站都添置了這款時鐘。後來，這款時鐘版更被修改和擴展至九廣西鐵及馬鞍山鐵路各車站，惟有關車站的秒針上沒有紅色蕈狀頭。
2022年，港鐵公司表示會陸續取代車站的瑞士鐵路時鐘。

## 外部鏈結
- MONDAINE 瑞士國鐵錶中文官方網站 （页面存档备份，存于）